# Węgierskie Towarzystwo im. Adama Mickiewicza
Węgierskie Towarzystwo im. Adama Mickiewicza (węg. Magyar Mickiewicz Társaság) – węgierskie towarzystwo działające w latach 1929–1948 w Budapeszcie, którego celem było kultywowanie i pogłębianie polsko-węgierskich stosunków literackich, historycznych i artystycznych w duchu Adama Mickiewicza. Organizacja w znacznym stopniu przyczyniła się do szerzenia kultu Adama Mickiewicza na Węgrzech.

## Początki

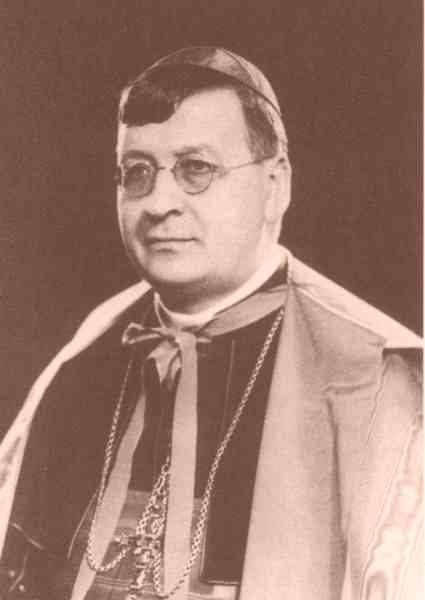
Kardynał Jusztinián Serédi, pierwszy honorowy prezes

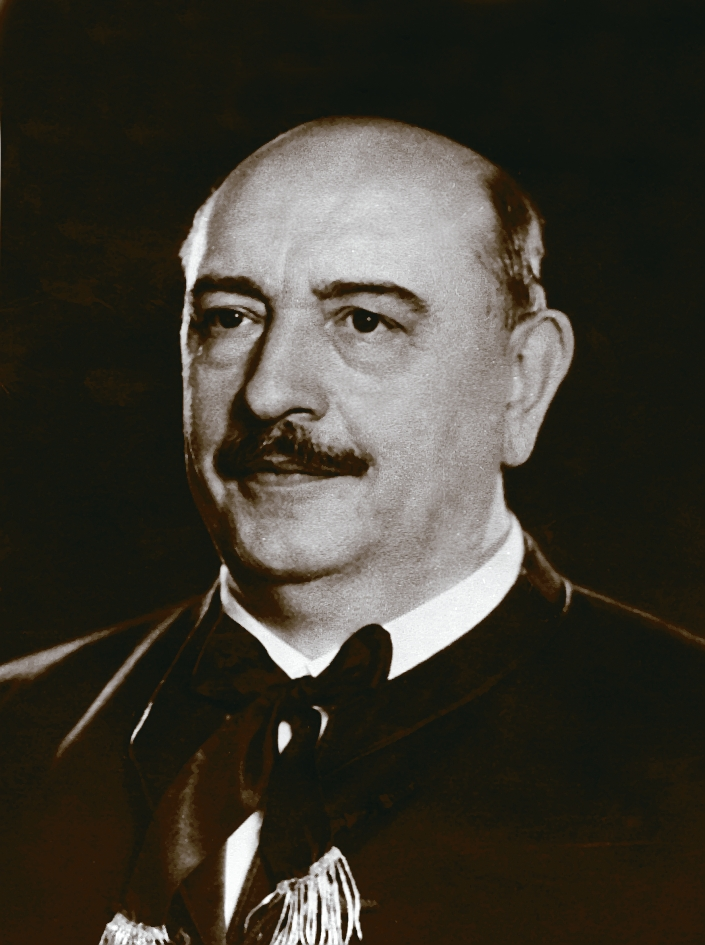
Minister Bálint Hóman, prezes honorowy od 1935

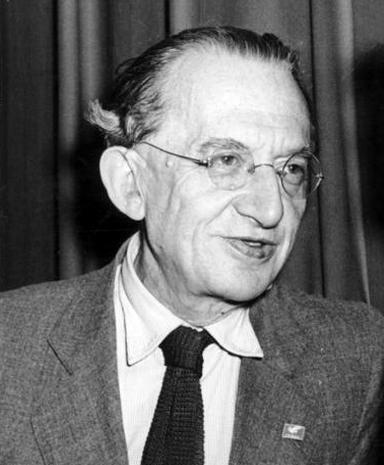
Filozof György Lukács, jeden z czołowych działaczy po 1945

Założenie Towarzystwa poprzedzało istnienie innych polonofilskich organizacji na terenie Węgier, z których wyróżniały się np. Towarzystwo Węgiersko-Polskie, Związek Węgiersko-Polski, Komisja do Obchodu 400 Rocznicy urodzin Stefana Batorego, Stowarzyszenie Polaków zamieszkałych na Węgrzech, Stowarzyszenie Studentów Węgierskich Przyjaciół Polski, Polsko-Węgierskie Koło Harcerzy, Stowarzyszenie Byłych Legionistów Polskich oraz Sekcja Polsko-Węgierskiego Związku Narodowego. 
Bezpośrednimi inspiratorami założenia organizacji byli literat i publicysta, Béla Bevilaqua-Borsody oraz sekretarz Związku Węgiersko-Polskiego, Leó Ferdinánd Miklósi. Towarzystwo zostało założone 20 września 1929 i na ten dzień liczba jego członków wynosiła 60 osób. Posiedzenie inauguracyjne odbyło się w Klubie Feszek (pol. Gniazdo), który był popularnym punktem zbierania się budapeszteńskich artystów. Oprócz założycieli na zebraniu obecni byli polscy historycy, goście profesora Adorjána Divékyego. Honorowym prezesem został prymas Węgier Jusztinián Serédi, a do zarządu wybrano marszałka parlamentu, barona Gyulę Wlassicsa, ministra Oświaty i Wyznań Religijnych, hrabiego Kuno Klebelsberga, prezesa Węgierskiej Akademii Nauk Alberta Berzeviczyego, a także konserwatywnego literata Gyulę Pekara. Stanowiska te miały charakter honorowy, a osoby te nie brały bezpośredniego udziału w pracach towarzystwa.
Rzeczywistym kierownikiem i prezesem towarzystwa był wywodzący się z rodziny o polonofilskich tradycjach archeolog, baron Albert Nyáry (np. jego stryj, Eduard Nyáry, zginął w powstaniu styczniowym).

## Działalność do II wojny światowej
W roku 1935 wybrano nowy zarząd – prezesem honorowym został minister Oświaty i Wyznań Religijnych, profesor Bálint Hóman, zaś prezesem rzeczywistym (baron Nyáry zmarł), były minister Oświaty i Wyznań Religijnych György Lukács, a sekretarzem generalnym prof. Edgár Palóczi. Silną grupę wśród członków stanowili uczeni, np. językoznawca János Melich, historyk Sándor Domanovszky, archeolog Bálint Kuzsinszky, historyk Henrik Marczali, historyk literatury Jenő Pintér, archeolog Géza Supka, historyk Béla Bevilaqua-Borsody, prawnik międzynarodowy Ferenc Faluhelyi, tłumacz literatury fińskiej i estońskiej Aladár Bán, prawnik István Csekey, folklorysta Béla Vikár, a także zakonnik József Nagysolymosi (autor pierwszej węgierskiej historii literatury polskiej). Wśród członków byli też artyści, np. skrzypek Jenő Hubay, rzeźbiarze János Istók i Pál Pátzay, czy śpiewacy Oszkár Ascher i Sándor Garamszegi. W większości członkowie reprezentowali środowiska konserwatywne i prawicowe, a lewica społeczna była w znaczącej mniejszości – więcej jej przedstawicieli pojawi się w organizacji dopiero podczas II wojny światowej i po niej.
W pierwszym okresie istnienia rozpoczęto tworzenie seryjnego wydawnictwa Biblioteka Węgiersko-Polska, którego redaktorem był Edgar Palóczi. Ukazywały się w nim głównie prace oparte na odczytach członków. Proponowano też nazywanie imieniem Adama Mickiewicza ulic, np. w Budapeszcie. W 1935 podjęto decyzję o wybiciu medalu pamiątkowego ku czci Adama Mickiewicza, którym miano wyróżniać corocznie jednego polskiego i jednego węgierskiego pisarza lub uczonego za najlepszą pracę z dziedziny stosunków polsko-węgierskich. Medal ten otrzymało kilkanaście osób. W maju 1939 otwarto w Budapeszcie Instytut Polski, który ściśle współpracował z towarzystwem (dyrektorem został historyk Zbigniew Załęski).

## Wojna i okupacja
W czasie II wojny światowej towarzystwo, przy przychylności rządu węgierskiego, pomagało przybyłym z Polski uchodźcom, koncentrując się przede wszystkim na uczonych, pisarzach i artystach. Atak Niemców na Jugosławię i ZSRR zmusił organizację do przejściowego zawieszenia działalności, aczkolwiek wiadomo, że w 1942 organizowano odczyty. Już w 1943 działalność ponownie znacznie się ożywiła przy aktywnym współudziale polskich uchodźców. W tych ramach działali m.in. Wanda Dziembowska, Witold Łuczyński, Adam Herman, Zdzisław Antoniewicz, Kazimiera Iłłakowiczówna, czy Stanisław Fleszar. Prowadzono również działalność wydawniczą.
Po rozpoczęciu okupacji Węgier przez Niemców, hitlerowcy zorganizowali nagonkę na wszystkie instytucje i organizacje polskie w Budapeszcie. Towarzystwo musiało w tej sytuacji zejść do podziemia, wielu jego członków przez wiele tygodni ukrywało się poza miejscem zamieszkania, a kilku zostało zamordowanych, jak np. wiceprezes Endre Bajcsy-Zsilinszky, Janos Kertész i Jenő Mohácsi.

## Okres końcowy
Po zakończeniu II wojny światowej celem towarzystwa stało się kultywowanie przyjaźni polsko-węgierskiej w literaturze, historii i kulturze. Na czoło wysunęli się wówczas m.in. György Lukács, Leó Ferdinánd Miklósi i Béla Bevilaqua-Borsody oraz nowi działacze, np. dziennikarz Jenő Ungváry i historyk Lajos Szimonidesz.
Wiosną 1948 organizację włączono do Towarzystwa Polsko-Węgierskiego, założonego 13 czerwca 1947, jako potężną organizację masową. Dla wielu starszych działaczy był to ruch przykry, który nie doceniał dorobku i odrębności towarzystwa.